# Stepanivka (oblast de Soumy)
Stepanivka (ukrainien : Степанівка, russe : Степановка) est une commune urbaine de l'oblast de Soumy, en Ukraine. Elle compte 5 346 habitants en 2021.